# Gardner Fox
Gardner Francis Cooper Fox (Brooklyn, 20 maggio 1911 – Princeton, 24 dicembre 1986) è stato un fumettista e scrittore statunitense.
Attivo dalla fine degli anni trenta, è stato uno tra i più prolifici e importanti esponenti della Golden e della Silver Age dei comics, creatore di molti storici personaggi della DC Comics.

Nella Golden Age diede vita ai personaggi di Sandman (1939) e Flash, Justice Society of America, Hawkman, Dottor Fate (1940), Starman (1941): nella Silver Age, Adam Strange (1958), Justice League of America (1960), Atomo (Ray Palmer, 1961), Batgirl (1961), Zatanna (1964).

## Biografia
Nato a Brooklyn, venne influenzato giovanissimo dalle letture di romanzi di Edgar Rice Burroughs, come ebbe modo di dichiarare più volte in seguito. Dopo gli studi in legge, la laurea al St. John's College e la pratica della professione tra il 1935 e il 1937, coltivò il suo talento di scrittore negli anni della Grande depressione.
Il suo debutto come scrittore di fumetti fu sulle pagine della leggendaria testata Detective Comics, ma scrisse "ad intermittenza" molte altre storie per la DC durante la Golden Age (comprese Action Comics e Adventure Comics): in prosa, oltre a numerosi racconti, si segnala la sua cospicua produzione di storie pulp, in numerose riviste di fantascienza degli anni trenta e quaranta.
Il suo contributo nella creazione del mondo dei supereroi e dell'Universo DC è stato fondamentale: oltre ai personaggi citati e a molti altri, si deve a Fox, nel celebre All Star Comics n° 3 del 1940, la creazione della Justice Society of America: nell'albo, la prima "riunione" dei vari supereroi pone di fatto le basi per l'intero sviluppo della continuity tra le varie testate e nelle azioni dei singoli personaggi. Un ventennio dopo, nel 1960, dà vita alla Justice League of America e alle vicende di Terra-Due.
Dotato di notevole cultura ed appassionato di lettura, Fox infarcì il mondo dei comics con molti riferimenti storici, mitologici, letterari. Nel giro di un anno, per esempio, scrivendo la serie The Atom (1962), raccontò la rivoluzione ungherese del 1956, la corsa allo spazio, l'Inghilterra del XVIII secolo, la mitologia norrena.
Si stima che abbia scritto oltre 4000 storie a fumetti: tra gli aspetti caratteristici del suo stile, le vignette in cui il personaggio-narratore parla rivolgendosi direttamente verso il lettore.
È morto a Princeton, nel New Jersey, la vigilia di Natale del 1986.

## Opere di narrativa
Durante gli anni quaranta e cinquanta, Fox scrisse una serie di brevi racconti per riviste quali Weird Tales e Planet Stories, venendo pubblicato anche in Amazing Stories e Marvel Science Stories: scrisse inoltre per una grande varietà di riviste pulp, tra cui Baseball Stories, Big Book Football Western, Fighting Western, Football Stories, Lariat Stories, Ace Sports, SuperScience, Northwest Romances, Thrilling Western e Ranch Romances.
Dopo aver lasciato la DC nel 1968, Fox si è dedicato a tempo pieno alla letteratura, scrivendo romanzi e racconti a tempo pieno con molti pseudonimi maschili e femminili: tra le firme usate da Fox: Jefferson Cooper, Bart Sommers, Paul Dean, Ray Gardner, Lynna Cooper, Rod Gray, Larry Dean, Robert Starr; Don, Ed, Warner e Michael Blake; Tex e Willis Blane; Ed Carlisle; Edgar Weston; Tex Slade, Eddie Duane, e altri. Ha pubblicato presso Ace, Gold Metal, Torre, Belmont, Dodd Mead, Hillman, Pocket Biblioteca, libri Pyramid Libri Signet.
Ad eccezione del 1950, del 1951 e del 1971, ha scritto almeno un romanzo all'anno tra il 1944 e il 1982, tra cui molti di genere fantasy e fantascientifico.

## Premi e riconoscimenti
- 2 Alley Award 1962:
  - Best Script Writer;
  - Best Book-Length Story, con la storia "The Planet that Came to a Standstill" in Mystery in Space n° 75, maggio 1962 (matite di Carmine Infantino, chine di Murphy Anderson);
- Alley Award 1963: Favorite Novel, con la storia "Crisis on Earths 1 and 2" in Justice League of America nn. 21-22, agosto-settembre 1963 (matite di Mike Sekowsky, chine di Bernard Sachs);
- Alley Award 1965: Best Novel, con la storia "Solomon Grundy Goes on a Rampage" in Showcase n. 55, marzo-aprile 1965 (matite di Murphy Anderson);
- Inkpot Award 1978
- Harvey Awards 1998 - Jack Kirby Hall of Fame[6]
- 1999 Will Eisner Comic Industry Awards[1]
- Eisner Award: Hall of Fame 1999
- Bill Finger Award 2007[2]